# Festa del gatto
La festa del gatto o giornata del gatto, nata in Italia nel 1990 e celebrata in vari paesi, è una giornata di sensibilizzazione dell'opinione pubblica sull'adozione dei gatti. Questa ricorrenza viene celebrata in date diverse in zone diverse, mentre il Giorno internazionale del gatto è l'8 agosto. Il 17 novembre, invece, è la  Giornata del gatto nero.

## Storia
La Festa Nazionale del Gatto ricorre il 17 febbraio ed è nata nel 1990.
La giornalista elurofila Claudia Angeletti propose un referendum tra i lettori della rivista "Tuttogatto" per stabilire il giorno da dedicare a questi animali.
La proposta vincitrice fu quella della signora Oriella Del Col che così motivò la sua idea nel proporre questa data che racchiude molteplici significati:
1. febbraio è il mese del segno zodiacale dell'Acquario, ossia degli spiriti liberi ed anticonformisti come quelli dei gatti che non amano sentirsi oppressi da troppe regole;
2. tra i detti popolari febbraio veniva definito “il mese dei gatti e delle streghe” collegando in tal modo gatti e magia;
3. il numero 17, nella tradizione italiana, è sempre stato ritenuto un numero portatore di sventura, stessa fama che, in tempi passati, è stata riservata al gatto (nero);
4. la sinistra fama del 17 è determinata dall'anagramma del numero romano che da XVII si trasforma in “VIXI” ovvero “sono vissuto”, di conseguenza “sono morto”. Non così per il gatto che, per leggenda, può affermare di essere vissuto vantando la possibilità di altre (sei) vite;[5]
5. il 17 diventa quindi “1 vita per 7 volte”.

In varie città d'Italia si festeggia questa giornata con iniziative artistiche o di solidarietà a favore di questi animali.

## Nel mondo
La data della Festa del Gatto è diversa da Paese a Paese (vedi tabella).
| Paese                 | Data        | Anno |
| --------------------- | ----------- | ---- |
| Italia                | 17 febbraio | 1990 |
| Polonia               | 17 febbraio | 2006 |
| Stati Uniti d'America | 29 ottobre  | 2005 |
| Giappone              | 22 febbraio | 1987 |
| Russia                | 1 marzo     | 2005 |